# Эспоонлахти (станция метро)
Эспоонлахти (фин. Espoonlahti) или по-шведски Эсбовикен (швед. Esboviken) — предпоследняя станция в сторону станции Кивенлахти и одна из пяти станций Хельсинкского метрополитена, открытая 3 декабря 2022 года. Располагается в одноимённом районе между станциями Соукка до которой 1,3 км и Кивенлахти до которой 1,0 км.